# Bahnstrecke Limoges-Bénédictins–Angoulême
| Blick von der Rue de la Brégère in Limoges gen Südost, Februar 2014. |                                      |                                                                          |                                                                          |
| Streckenverlauf |                                      |                                                                          |                                                                          |
| Streckennummer (SNCF): | 610 000                              |                                                                          |                                                                          |
| Kursbuchstrecke (SNCF): | 42–43                                |                                                                          |                                                                          |
| Streckenlänge: | 117 km                               |                                                                          |                                                                          |
| Spurweite: | 1435 mm (Normalspur)                 |                                                                          |                                                                          |
| Stromsystem: | 25 kV – 50 Hz =                      |                                                                          |                                                                          |
| Maximale Neigung: | 20 ‰                                 |                                                                          |                                                                          |
| Zweigleisigkeit: | ehem. Limoges–Magnac-Touvre (9,8 km) |                                                                          |                                                                          |
| |                                      |                                                                          |                                                                          |
| \| \| \| Bahnstrecke Limoges-Bénédictins–Périgueux von Périgueux \| \| \| \| \| Bahnstrecke Orléans–Montauban v. Montauban \| \| \| \| \| \| \| \| \| \| Tunnel des Bénédictins (1024 m) und Limoges–Peyrat-le-Château (CDHV-4) \| \| \| \| \| \| \| \| \| 474,6 401,3 \| Limoges-Bénédictins \| 251 m \| \| \| \| \| \| \| \| \| \| \| \| \| \| Bahnstrecke Les Aubrais-Orléans–Montauban-Ville-Bourbon nach Les Aubrais \| \| \| \| \| \| \| \| \| \| A 20 \| \| \| \| 472,8 \| Galerie des Bénédictins (57 m) \| Galerie des Bénédictins (57 m) \| \| \| \| A 20 \| \| \| \| \| Bahnstrecke Le Dorat–Limoges-Bénédictins nach Le Dorat \| \| \| \| \| \| \| \| \| \| Bahnstrecke Limoges–St-Sulpice (CDHV-2) nach St-Sulpice-les-Feuilles \| \| \| \| \| \| \| \| \| 402,3 \| Limoges-Montjovis \| 290 m \| \| \| \| \| \| \| \| \| \| \| \| \| \| Bahnstrecke Limoges–Bussière-Poitevine (CDHV-3) und D 941 (ehem. N 141) \| \| \| \| \| \| \| \| \| \| \| \| \| \| 402,5 \| Tunnel de Montjovis (418 m) \| Tunnel de Montjovis (418 m) \| \| \| 409,7 \| Aurence (2×: 12 m+15 m) \| Aurence (2×: 12 m+15 m) \| \| \| 410,0 \| Tunnel de Gigondas (70 m) \| Tunnel de Gigondas (70 m) \| \| \| 410,1 \| Aurence (5×: 2× 8 m+2× 11 m, 20 m) \| Aurence (5×: 2× 8 m+2× 11 m, 20 m) \| \| \| \| Bahnstrecke Limoges–Saint-Mathieu-Rochechouart und N 21 \| \| \| \| 412,9 \| Aixe-sur-Vienne \| 205 m \| \| \| \| \| \| \| \| \| Bahnstrecke Limoges–Saint-Mathieu-Rochechouart (CDHV-1) und N 21 \| \| \| \| \| \| \| \| \| 419,3 \| Verneuil-sur-Vienne \| 215 m \| \| \| 419,6 \| Tunnel de Verneuil n°1 (217 m) \| Tunnel de Verneuil n°1 (217 m) \| \| \| 429,9 \| Saint-Victurnien \| 181 m \| \| \| 434,8 \| Saint-Brice-sur-Vienne \| Saint-Brice-sur-Vienne \| \| \| 439,0 \| Saint-Junien \| 180 m \| \| \| \| Bahnstrecke La Tuillière–Saint-Junien (CDHV-3) und D 675 \| \| \| \| 440,0 \| Vienne (Viaduc de Saint-Junien; 111 m) \| Vienne (Viaduc de Saint-Junien; 111 m) \| \| \| \| Anschlussgleise Papierwerk und Chemiefabrik \| \| \| \| 446,8 \| Saillat-Chassenon \| 164 m \| \| \| \| \| \| \| \| \| Bahnstrecke Saillat-sur-Vienne–Bussière-Galant von Bussière-Galant \| \| \| \| \| \| \| \| \| 447,3 \| La Montre \| La Montre \| \| \| 455,0 \| Chabanais \| 155 m \| \| \| 455,6 \| Grêne (23 m) \| Grêne (23 m) \| \| \| ~455,7 \| D 941 (ehem. N 141) \| D 941 (ehem. N 141) \| \| \| 459,2 \| Soulène (6 m) \| Soulène (6 m) \| \| \| \| Steinbruch Saint-Éloi \| \| \| \| 459,5 \| Exideuil-sur-Vienne \| 151 m \| \| \| 465,4 \| Charente (16 m) \| Charente (16 m) \| \| \| \| Bahnstrecke Roumazières-Loubert–Le Vigeant von Le Vigeant \| \| \| \| 467,3 \| Roumazières-Loubert \| 207 m \| \| \| \| N 141 u. Bahnstrecke Roumazières-Loubert-Angoulême \| \| \| \| \| Bahnstrecke Ruffec–Roumazières-Loubert nach Ruffec \| \| \| \| 471,0 \| Fontafie \| 189 m \| \| \| 478,4 \| Bonnieure (10 m) \| Bonnieure (10 m) \| \| \| 480,4 \| Chasseneuil-sur-Bonnieure \| 119 m \| \| \| 487,7 \| Taponnat \| 101 m \| \| \| 492,0 \| La Rochefoucauld \| 86 m \| \| \| 493,7 \| Tardoire (36 m) \| Tardoire (36 m) \| \| \| 499,0 \| Bandiat (26 m) \| Bandiat (26 m) \| \| \| 499,7 \| Montgoumard \| 87 m \| \| \| \| Bahnstrecke Roumazières-Loubert-Angoulême (CFEC) \| \| \| \| 504,2 \| Bahnstrecke Quéroy-Pranzac–Thiviers von Thiviers \| Bahnstrecke Quéroy-Pranzac–Thiviers von Thiviers \| \| \| 504,5 \| Le Quéroy-Pranzac \| 118 m \| \| \| \| Bahnstrecke Magnac-Touvre–Marmande von Marmande \| \| \| \| \| Bahnstrecke Roumazières-Loubert-Angoulême (CFEC) \| \| \| \| 510,7 \| Magnac-Touvre \| 51 m \| \| \| 513,8 \| Ruelle \| 49 m \| \| \| \| mehrere Gleisanlieger \| \| \| \| \| CFD von Rouillac und CFEC von St Angeau \| \| \| \| \| ehem. Trasse zum Bf. Angoulême-État (bis 1892) \| \| \| \| 518,8 448,3 \| Bahnstrecke Paris–Bordeaux von Paris (Abzw. Ruelle) \| Bahnstrecke Paris–Bordeaux von Paris (Abzw. Ruelle) \| \| \| 519,9 449,4 \| Angoulême Angoulême-État \| Angoulême Angoulême-État \| \| \| \| CFEC nach Blanzac \| \| \| \| 449,9 \| Tunnel d’Angoulême (775 m)[2] u. T. de la Gâtine (550 m)[3] \| Tunnel d’Angoulême (775 m)[2] u. T. de la Gâtine (550 m)[3] \| \| \| 451,4 \| Silla \| 45 m \| \| \| \| Saint-Martin \| \| \| \| \| ehem. Trasse vom Bf. Angoulême-État (bis 1892) \| \| \| \| 452,3 \| Bahnstrecke Beillant–Angoulême nach Beillant (Abzw. Alliers) \| Bahnstrecke Beillant–Angoulême nach Beillant (Abzw. Alliers) \| \| \| \| Bahnstrecke Paris–Bordeaux nach Bordeaux-St-J. \| \| \| \| \| \| \| \| Beginn der Kilometrierung: Bahnhof Paris-Austerlitz via Vierzon \| \| \| \| |                                      |                                                                          |                                                                          |
| |                                      | Bahnstrecke Limoges-Bénédictins–Périgueux von Périgueux                  |                                                                          |
| Abzweig von halblinks und von rechts |                                      | Bahnstrecke Orléans–Montauban v. Montauban                               | Bahnstrecke Orléans–Montauban v. Montauban                               |
| |                                      |                                                                          |                                                                          |
| Kreuzung mit U-Bahn geradeaus unten (Querstrecke außer Betrieb) |                                      | Tunnel des Bénédictins (1024 m) und Limoges–Peyrat-le-Château (CDHV-4)   | Tunnel des Bénédictins (1024 m) und Limoges–Peyrat-le-Château (CDHV-4)   |
| |                                      |                                                                          |                                                                          |
| Bahnhof · U-Bahn-Bahnhof (Strecke außer Betrieb) | 474,6 401,3                          | Limoges-Bénédictins                                                      | 251 m                                                                    |
| Abzweig geradeaus und von links · Strecke von rechts |                                      |                                                                          |                                                                          |
| |                                      |                                                                          |                                                                          |
| Abzweig geradeaus und nach rechts |                                      | Bahnstrecke Les Aubrais-Orléans–Montauban-Ville-Bourbon nach Les Aubrais | Bahnstrecke Les Aubrais-Orléans–Montauban-Ville-Bourbon nach Les Aubrais |
| |                                      |                                                                          |                                                                          |
| Strecke mit Straßenbrücke |                                      | A 20                                                                     | A 20                                                                     |
| Tunnel | 472,8                                | Galerie des Bénédictins (57 m)                                           | Galerie des Bénédictins (57 m)                                           |
| Strecke mit Straßenbrücke |                                      | A 20                                                                     | A 20                                                                     |
| Strecke quer · Abzweig geradeaus und nach rechts |                                      | Bahnstrecke Le Dorat–Limoges-Bénédictins nach Le Dorat                   | Bahnstrecke Le Dorat–Limoges-Bénédictins nach Le Dorat                   |
| |                                      |                                                                          |                                                                          |
| U-Bahn-Strecke quer · Kreuzung geradeaus oben · U-Bahn-Abzweig geradeaus, von links und von rechts (Strecke außer Betrieb) · U-Bahn-Strecke von rechts |                                      | Bahnstrecke Limoges–St-Sulpice (CDHV-2) nach St-Sulpice-les-Feuilles     | Bahnstrecke Limoges–St-Sulpice (CDHV-2) nach St-Sulpice-les-Feuilles     |
| |                                      |                                                                          |                                                                          |
| Bahnhof · Betriebs-/Güterbahnhof Strecke ab hier außer Betrieb · U-Bahn-Kopfbahnhof Streckenende (Strecke außer Betrieb) · U-Bahn-Strecke | 402,3                                | Limoges-Montjovis                                                        | 290 m                                                                    |
| |                                      |                                                                          |                                                                          |
| |                                      |                                                                          |                                                                          |
| Kreuzung mit U-Bahn geradeaus oben (Querstrecke außer Betrieb) |                                      | Bahnstrecke Limoges–Bussière-Poitevine (CDHV-3) und D 941 (ehem. N 141)  | Bahnstrecke Limoges–Bussière-Poitevine (CDHV-3) und D 941 (ehem. N 141)  |
| |                                      |                                                                          |                                                                          |
| |                                      |                                                                          |                                                                          |
| Tunnel | 402,5                                | Tunnel de Montjovis (418 m)                                              | Tunnel de Montjovis (418 m)                                              |
| Brücke über Wasserlauf | 409,7                                | Aurence (2×: 12 m+15 m)                                                  | Aurence (2×: 12 m+15 m)                                                  |
| Tunnel | 410,0                                | Tunnel de Gigondas (70 m)                                                | Tunnel de Gigondas (70 m)                                                |
| Brücke über Wasserlauf | 410,1                                | Aurence (5×: 2× 8 m+2× 11 m, 20 m)                                       | Aurence (5×: 2× 8 m+2× 11 m, 20 m)                                       |
| U-Bahn-Strecke von links (außer Betrieb) · U-Bahn-Strecke quer |                                      | Bahnstrecke Limoges–Saint-Mathieu-Rochechouart und N 21                  | Bahnstrecke Limoges–Saint-Mathieu-Rochechouart und N 21                  |
| U-Bahn-Bahnhof · Bahnhof | 412,9                                | Aixe-sur-Vienne                                                          | 205 m                                                                    |
| |                                      |                                                                          |                                                                          |
| U-Bahn-Strecke nach links (außer Betrieb) · Bahnübergang |                                      | Bahnstrecke Limoges–Saint-Mathieu-Rochechouart (CDHV-1) und N 21         | Bahnstrecke Limoges–Saint-Mathieu-Rochechouart (CDHV-1) und N 21         |
| |                                      |                                                                          |                                                                          |
| ehemaliger Bahnhof | 419,3                                | Verneuil-sur-Vienne                                                      | 215 m                                                                    |
| Tunnel | 419,6                                | Tunnel de Verneuil n°1 (217 m)                                           | Tunnel de Verneuil n°1 (217 m)                                           |
| Bahnhof | 429,9                                | Saint-Victurnien                                                         | 181 m                                                                    |
| Bahnhof | 434,8                                | Saint-Brice-sur-Vienne                                                   | Saint-Brice-sur-Vienne                                                   |
| U-Bahn-Kopfbahnhof Streckenanfang · Bahnhof | 439,0                                | Saint-Junien                                                             | 180 m                                                                    |
| U-Bahn-Strecke nach rechts (außer Betrieb) · Bahnübergang |                                      | Bahnstrecke La Tuillière–Saint-Junien (CDHV-3) und D 675                 | Bahnstrecke La Tuillière–Saint-Junien (CDHV-3) und D 675                 |
| Brücke über Wasserlauf | 440,0                                | Vienne (Viaduc de Saint-Junien; 111 m)                                   | Vienne (Viaduc de Saint-Junien; 111 m)                                   |
| Abzweig geradeaus, ehemals von links und ehemals von rechts |                                      | Anschlussgleise Papierwerk und Chemiefabrik                              | Anschlussgleise Papierwerk und Chemiefabrik                              |
| Kopfbahnhof Strecke ab hier außer Betrieb | 446,8                                | Saillat-Chassenon                                                        | 164 m                                                                    |
| |                                      |                                                                          |                                                                          |
| Strecke · Strecke von links · Strecke quer |                                      | Bahnstrecke Saillat-sur-Vienne–Bussière-Galant von Bussière-Galant       | Bahnstrecke Saillat-sur-Vienne–Bussière-Galant von Bussière-Galant       |
| |                                      |                                                                          |                                                                          |
| Dienststation / Betriebs- oder Güterbahnhof Streckenende | 447,3                                | La Montre                                                                | La Montre                                                                |
| Bahnhof (Strecke außer Betrieb) | 455,0                                | Chabanais                                                                | 155 m                                                                    |
| Brücke über Wasserlauf (Strecke außer Betrieb) | 455,6                                | Grêne (23 m)                                                             | Grêne (23 m)                                                             |
| Bahnübergang (Strecke außer Betrieb) | ~455,7                               | D 941 (ehem. N 141)                                                      | D 941 (ehem. N 141)                                                      |
| Brücke über Wasserlauf (Strecke außer Betrieb) | 459,2                                | Soulène (6 m)                                                            | Soulène (6 m)                                                            |
| Abzweig geradeaus und von links (Strecke außer Betrieb) |                                      | Steinbruch Saint-Éloi                                                    | Steinbruch Saint-Éloi                                                    |
| Bahnhof (Strecke außer Betrieb) | 459,5                                | Exideuil-sur-Vienne                                                      | 151 m                                                                    |
| Brücke über Wasserlauf (Strecke außer Betrieb) | 465,4                                | Charente (16 m)                                                          | Charente (16 m)                                                          |
| Abzweig geradeaus und von rechts (Strecke außer Betrieb) |                                      | Bahnstrecke Roumazières-Loubert–Le Vigeant von Le Vigeant                | Bahnstrecke Roumazières-Loubert–Le Vigeant von Le Vigeant                |
| Bahnhof (Strecke außer Betrieb) · U-Bahn-Kopfbahnhof Streckenanfang | 467,3                                | Roumazières-Loubert                                                      | 207 m                                                                    |
| Bahnübergang |                                      | N 141 u. Bahnstrecke Roumazières-Loubert-Angoulême                       | N 141 u. Bahnstrecke Roumazières-Loubert-Angoulême                       |
| Abzweig geradeaus und nach rechts (Strecke außer Betrieb) |                                      | Bahnstrecke Ruffec–Roumazières-Loubert nach Ruffec                       | Bahnstrecke Ruffec–Roumazières-Loubert nach Ruffec                       |
| Bahnhof (Strecke außer Betrieb) | 471,0                                | Fontafie                                                                 | 189 m                                                                    |
| Brücke über Wasserlauf (Strecke außer Betrieb) | 478,4                                | Bonnieure (10 m)                                                         | Bonnieure (10 m)                                                         |
| Bahnhof (Strecke außer Betrieb) | 480,4                                | Chasseneuil-sur-Bonnieure                                                | 119 m                                                                    |
| Bahnhof (Strecke außer Betrieb) | 487,7                                | Taponnat                                                                 | 101 m                                                                    |
| Bahnhof (Strecke außer Betrieb) | 492,0                                | La Rochefoucauld                                                         | 86 m                                                                     |
| Brücke über Wasserlauf (Strecke außer Betrieb) | 493,7                                | Tardoire (36 m)                                                          | Tardoire (36 m)                                                          |
| Brücke über Wasserlauf (Strecke außer Betrieb) | 499,0                                | Bandiat (26 m)                                                           | Bandiat (26 m)                                                           |
| Haltepunkt / Haltestelle | 499,7                                | Montgoumard                                                              | 87 m                                                                     |
| Kreuzung geradeaus oben |                                      | Bahnstrecke Roumazières-Loubert-Angoulême (CFEC)                         | Bahnstrecke Roumazières-Loubert-Angoulême (CFEC)                         |
| Abzweig geradeaus und von links (Strecke außer Betrieb) | 504,2                                | Bahnstrecke Quéroy-Pranzac–Thiviers von Thiviers                         | Bahnstrecke Quéroy-Pranzac–Thiviers von Thiviers                         |
| Bahnhof (Strecke außer Betrieb) | 504,5                                | Le Quéroy-Pranzac                                                        | 118 m                                                                    |
| Abzweig geradeaus und von links (Strecke außer Betrieb) |                                      | Bahnstrecke Magnac-Touvre–Marmande von Marmande                          | Bahnstrecke Magnac-Touvre–Marmande von Marmande                          |
| Kreuzung · U-Bahn-Strecke von rechts (außer Betrieb) |                                      | Bahnstrecke Roumazières-Loubert-Angoulême (CFEC)                         | Bahnstrecke Roumazières-Loubert-Angoulême (CFEC)                         |
| Bahnhof (Strecke außer Betrieb) · U-Bahn-Bahnhof | 510,7                                | Magnac-Touvre                                                            | 51 m                                                                     |
| Bahnhof | 513,8                                | Ruelle                                                                   | 49 m                                                                     |
| Abzweig geradeaus und von rechts (Strecke außer Betrieb) |                                      | mehrere Gleisanlieger                                                    | mehrere Gleisanlieger                                                    |
| U-Bahn-Abzweig quer und nach links (Strecke außer Betrieb) · Kreuzung mit U-Bahn geradeaus oben (Strecken außer Betrieb) · U-Bahn-Strecke quer |                                      | CFD von Rouillac und CFEC von St Angeau                                  | CFD von Rouillac und CFEC von St Angeau                                  |
| |                                      | ehem. Trasse zum Bf. Angoulême-État (bis 1892)                           |                                                                          |
| Abzweig ehemals geradeaus und von rechts · Strecke (außer Betrieb) | 518,8 448,3                          | Bahnstrecke Paris–Bordeaux von Paris (Abzw. Ruelle)                      | Bahnstrecke Paris–Bordeaux von Paris (Abzw. Ruelle)                      |
| Bahnhof · Bahnhof (Strecke außer Betrieb) · U-Bahn-Bahnhof | 519,9 449,4                          | Angoulême Angoulême-État                                                 | Angoulême Angoulême-État                                                 |
| Kreuzung mit U-Bahn (Querstrecke außer Betrieb) · U-Bahn-Strecke quer · Kreuzung · U-Bahn-Strecke nach rechts (außer Betrieb) |                                      | CFEC nach Blanzac                                                        | CFEC nach Blanzac                                                        |
| Tunnel · Tunnel (Strecke außer Betrieb) | 449,9                                | Tunnel d’Angoulême (775 m) u. T. de la Gâtine (550 m)                    | Tunnel d’Angoulême (775 m) u. T. de la Gâtine (550 m)                    |
| ehemaliger Haltepunkt / Haltestelle · Strecke (außer Betrieb) | 451,4                                | Silla                                                                    | 45 m                                                                     |
| Strecke · Haltepunkt / Haltestelle (Strecke außer Betrieb) |                                      | Saint-Martin                                                             | Saint-Martin                                                             |
| Strecke von links (außer Betrieb) · Kreuzung geradeaus unten (Querstrecke außer Betrieb) · Strecke nach rechts (außer Betrieb) |                                      | ehem. Trasse vom Bf. Angoulême-État (bis 1892)                           | ehem. Trasse vom Bf. Angoulême-État (bis 1892)                           |
| Abzweig quer und ehemals nach rechts · Abzweig geradeaus und nach rechts | 452,3                                | Bahnstrecke Beillant–Angoulême nach Beillant (Abzw. Alliers)             | Bahnstrecke Beillant–Angoulême nach Beillant (Abzw. Alliers)             |
| |                                      | Bahnstrecke Paris–Bordeaux nach Bordeaux-St-J.                           |                                                                          |
| |                                      |                                                                          |                                                                          |
| Beginn der Kilometrierung: Bahnhof Paris-Austerlitz via Vierzon |                                      |                                                                          |                                                                          |

Die Bahnstrecke Limoges-Bénédictins–Angoulême ist eine eingleisige, durchgängig befahrbare französische Eisenbahnstrecke mit einer Länge von 117 km. Sie befindet sich vollständig in der Region Nouvelle-Aquitaine und verbindet die Metropolregion Limoges, Hauptstadt des Départements Haute-Vienne mit dem weiter westlich gelegenen Angoulême im Département Charente. Dabei werden die beiden in Nord-Süd-Richtung laufenden Bahnstrecken Les Aubrais-Orléans–Montauban-Ville-Bourbon und Paris–Bordeaux miteinander verbunden.

## Geschichte

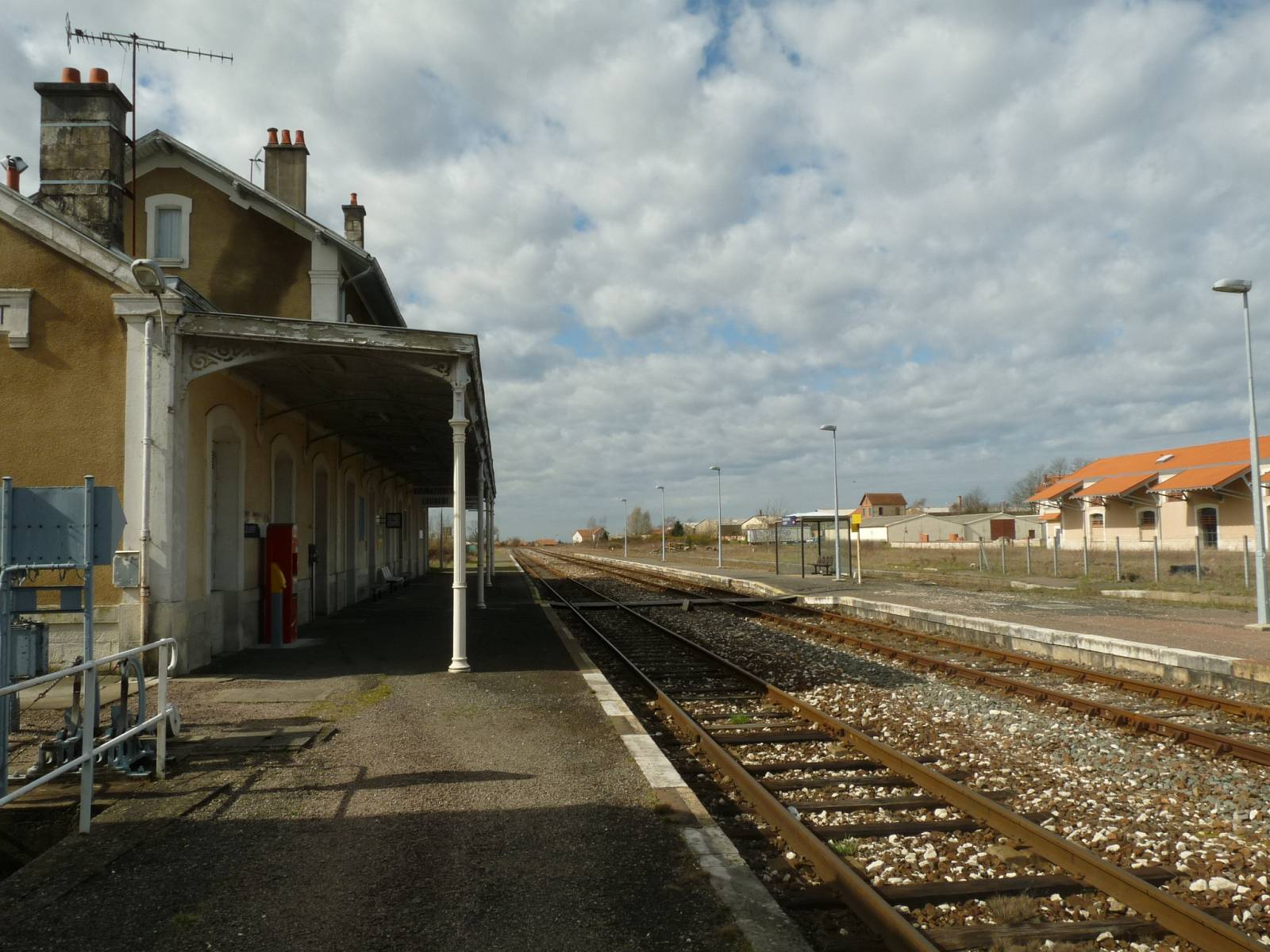
Ehemaliger Kreuzungsbahnhof Roumazières-Loubert, 2010

Die Idee für diese Strecke reicht bis ins Jahr 1854 zurück. Die Abgeordneten der beiden Départements träumten von einer schnellen West-Ost-Verbindung, die von Bordeaux kommend über Angoulême in die Region Montluçon führen sollte. Die unmittelbar westlich anschließende Strecke konnte bereits 1853 fertig gestellt worden, die Bahnstrecke Montluçon–Saint-Sulpice-Laurière im Osten war erst in der Planungsphase und wurde mit dem Freycinet-Plan realisiert. Auch die Bahnstrecke Beillant–Angoulême wurde in der Mitte der 1850er Jahre projektiert und gut 10 Jahre später realisiert.
Unterschiedliche Interessen über den genauen Streckenverlauf wurden mit dem Beschluss des Conseil supérieur des Ponts et Chaussées (Oberster Rat für Brücken und Straßen) am 20. Februar 1868 entschieden. Ein halbes Jahr später, am 18. Juli 1868 erteilte das Ministerium für Handel und öffentliche Arbeiten die Konzession für den Bau und Betrieb der Strecke an die Compagnie des chemins de fer des Charentes. Am 26. April 1875 konnte die Strecke in ihrer gesamten Länge eingeweiht werden, nachdem sie am 18. Juli 1868 auch für den Personenverkehr zugelassen worden war. Drei Zugpaare verkehrten in den ersten Jahren auf der Strecke, die zwischen dreieinhalb und vier Stunden unterwegs waren.
In Angoulême wurde gegenüber, auf der anderen Straßenseite der Rue Gambetta des bereits bestehenden Bahnhofs Gare d’Orléans auf der Strecke Paris–Bordeaux über Orléans ein neuer Bahnhof, der Gare de l’État (Staatsbahnhof) gebaut, weil sich die beiden Gesellschaften nicht auf eine gemeinsame Nutzung einigen konnten.
Schon bald geriet die Bahngesellschaft in finanzielle Schwierigkeiten und wurde vom Staat – zusammen mit neun anderen kleinen Gesellschaften – aufgefangen. Bereits am 28. Juni 1883 erwarb die Eisenbahngesellschaft Compagnie du chemin de fer de Paris à Orléans (PO) diese Strecke und vergrößerte damit ihr Streckennetz.
1892 wurde der einstöckige Staatsbahnhof aufgegeben und mit dem Gare d’Orléans vereinigt.
Vor dem Zweiten Weltkrieg und dann wieder in der Nachkriegszeit bis 1981 verkehrten über die Strecke Nachtzüge auf der Verbindung Genf–La Rochelle.

## Streckenprofil
Während der östliche Abschnitt zwischen Limoges und Roumazières-Loubert im Tal der Vienne verläuft und bis auf das Stadtgebiet von Limoges wenige und sehr geringe Steigungen aufweist, ist der westliche Abschnitt von sich abwechselnden Steigungen und Gefälleabschnitten geprägt. Insgesamt waren für den Bau jedoch nur wenige Ingenieurbauwerke erforderlich. Die längste Brücke über die Vienne ist mit 111 m das Viaduc de Saint-Junien, die drei Tunnel sind der Tunnel de Montjovis (418 m), der Tunnel de Gigondas mit 70 m und der Tunnel de Verneuil mit 217 m.